# Алекперзаде, Гейсар Видади оглы
Гейсар Алекперзаде (2 декабря 1984, Джезказган, Казахская ССР, СССР) — казахстанский футболист, нападающий, один из лучших бомбардиров Первой лиги. По завершении карьеры в 2018 году являлся лучшим бомбардиром Первой лиги с 126 голами, и сыграл больше всех матчей в этом дивизионе (287 игр) .

## Биография
Алекперзаде родился и вырос в Жезказгане. Первыми тренерами были Галым Абуталипович Ибраев и Отари Авксентьевич Чежия. В Первой лиге начал играть ещё в 2004 году за ФК Булат-ЦСКА. В 2006 году Алекперзаде начинает играть за сатпаевский «Казахмыс», где он становится лучшим бомбардиром своего клуба с 6 мячами. В 2007 году становится лучшим бомбардиром и чемпионом Первой лиги. В 2009 году Алекперзаде переходит в аренду к «Тоболу», но он получает мало игровой практики и затем обратно возвращается в «Казахмыс».
В начале 2010 года Алекперзаде мог перейти в бакинский «Нефтчи» и поменять гражданство Казахстана, но Гейсар отказался от этого предложения. В 2011 году играя за кокшетауский «Окжетпес», стал серебряным призёром Первой лиги. С 2012 по 2014 года вместе с командой Астана-1964 пытался пробиться в Премьер-Лигу Казахстана, но этого так и не произошло. В 2015 году вернулся в свой первый профессиональный клуб Булат-АМТ, где также вместе с командой претендовал на выход в высший дивизион, но, как и в прошлом году, взял только третье место.

## Достижения

### Клубные
- Победитель Первой лиги Казахстана (2): 2007, 2008
- Серебряный призёр Первой лиги Казахстана: 2011
- Бронзовый призёр Первой лиги Казахстана (3): 2012, 2014, 2015

### Личные
- Лучший бомбардир Первой лиги Казахстана 2007